# Кондратовиці (гміна)
Гміна Кондратовиці (пол. Gmina Kondratowice) — сільська гміна у південно-західній Польщі. Належить до Стшелінського повіту Нижньосілезького воєводства.
Станом на 31 грудня 2011 у гміні проживало 4562 особи.

## Площа
Згідно з даними за 2007 рік площа гміни становила 98.14 км², у тому числі:
- орні землі: 84.00%
- ліси: 7.00%

Таким чином, площа гміни становить 15.77% площі повіту.

## Населення
Станом на 31 грудня 2011:
| Опис     | Загалом | Загалом | Чоловіки | Чоловіки | Жінки | Жінки |
| -------- | ------- | ------- | -------- | -------- | ----- | ----- |
| одиниця  | осіб    | %       | осіб     | %        | осіб  | %     |
| все      | 4562    | 100     | 2307     | 50.57    | 2255  | 49.43 |
| міське   | 0       | 100     | 0        |          | 0     |       |
| сільське | 4562    | 100     | 2307     | 50.57    | 2255  | 49.43 |

## Сусідні гміни
Гміна Кондратовіце межує з такими гмінами: Борув, Цепловоди, Йорданув-Шльонський, Лаґевники, Немча, Стшелін.